# Carlos Alberto Prates Correia
Carlos Alberto Prates Correia (Montes Claros,  28 de setembro de 1941 - Rio de Janeiro, 27 de maio de 2023),  cientista político e premiado cineasta brasileiro.

## Biografia
Carlos Alberto cresceu em Montes Claros e se mudou jovem para Belo Horizonte, onde começou a trabalhar como crítico de cinema no jornal Diário de Minas. O diretor iniciou sua carreira cinematográfica em 1965, como responsável pela continuidade e assistência no longa-metragem O Padre e a Moça, de Joaquim Pedro de Andrade. A película foi filmada em  São Gonçalo do Rio das Pedras, no interior do norte de Minas Gerais. Realizou seu primeiro Filme "Os Marginais", contando no elenco com o ator Paulo José uma produção da Univesal Filmes. Neste mesmo período fundara com outros amigos aficionados por cinema, o CEMICE, Centro Mineiro de Cinema Experimental. 
O primeiro filme produzido pelo CEMICE foi o curta-metragem O Milagre de Lourdes, do Prates, também em 1965. O filme, passado em Belo Horizonte, conta as peripécias de um padre que, fugindo de uma multidão enfurecida por causa de suas supostas vigarices na venda de uma rifa, vai se refugiar por engano em um bordel. Em 1968, o diretor se muda para o Rio de Janeiro, para ficar mais perto dos órgãos de governo responsáveis por fomentar o cinema e dos outros cineastas em atividade.  Trabalharia de novo com Joaquim Pedro de Andrade, como assistente de direção em Macunaíma. 
Em 1971 realizou o seu primeiro longa,  Crioulo Doido, filmado na cidade histórica de Sabará, próxima a Belo Horizonte, com Jorge Coutinho, e Selma Caronezzi, como o diretor afirmou em entrevista ao programa "Cadernos de Cinema", "racismo com ascensão social citando Os Contos da Lua Vaga" (obra-prima do diretor japonês Kenji Mizoguchi). Crioulo Doido narrava o "projeto racista" de Sebastiana e do Amigo da Família para enlouquecer o alfaiate Felisberto (conhecido em sua cidade pelo tino comercial) e tomar o seu dinheiro. Deixando claras as bases do cinema que realizaria nos anos seguintes, Prates produziu a sua Minas Gerais com enquadramentos simples e efetivos, uma fotografia de alto contraste em preto e branco, "decupagem de cinema mudo", atuações por vezes caricatas, por vezes ternas, enredo  picaresco, além de uma trilha sonora irônica, que emergiu desde o início de sua obra como parte constituinte do conjunto audiovisual.   
Carlos AlbertoPrates Correia, trabalhou como produtor para Joaquim Pedro, em Os Inconfidentes (1972) e Guerra Conjugal (1974), para Hugo Carvana em Vai trabalhar Vagabundo (1973) e para Carlos Diegues em Quando o carnaval chegar (1972) e Joana Francesa (1975). Em 1976 rodaria o seu segundo longa, Perdida, uma saga popular vivida por uma mulher entre o subemprego e a prostituição, filme ganhador de vários prêmios importantes como Coruja de Ouro, (ver relação de prêmios abaixo).   Foi produtor, desta vez para Oswaldo Caldeira em Ajuricaba (1977) e produziu novamente para Hugo Carvana em Se Segura Malandro (1978). Em 1978 filmou o curta-metragem Bem atrás da câmera, um semidocumentário sobre o processo de produção no cinema.
Em 1980 dirigiu a película "etílica-musical" (como o próprio Carlos Alberto qualificou) Cabaret Mineiro, fábula estrelada pelo ator Nelson Dantas em suas andanças pelo interior de Minas Gerais com o cantador Antônio Rodrigues, o "amigo americano" interpretado por Helber Rangel e mulheres marcantes, como Salinas (Tamara Taxman) e Avana (Tânia Alves). O imaginário erótico e musical associado ao norte de Minas era temperado pela marujada de Montes Claros, a dança do Grupo Corpo, as modas de Zezinho da Viola, o poema de Drummond, sambas de Noel,  Tavinho Moura, cachoeiras entre as montanhas, aromas de pequi e "os cafés com biscoitos de fogão, broas e bolos de arroz", em uma combinação irônica e onírica. A ideia do autor, como ele mesmo declarou, era usar a sua "voz cinematográfica" para relembrar as canções que aprendeu na sua juventude em Montes Claros. O filme ganhou os principais prêmios do Festival de Gramado de 1981, entre eles os de Melhor Filme, Melhor Direção, Melhor Fotografia (Murilo Salles), Melhor Ator (Nelson Dantas), Melhor trilha sonora (Tavinho Moura) e Melhor atriz coadjuvante (Tânia Alves). Ganhou ainda o prêmio de Melhor Fotografia no Festival de Brasília.
Após este filme, realizou Noites do Sertão, com a produtora Grupo Novo de Cinema. A película é uma adaptação da novela Buriti, de Guimarães Rosa, publicada no livro Corpo de Baile. O universo roseano foi retratado com grande delicadeza e rigor de enquadramento, com a fidelidade ao livro garantida pela narração de alguns trechos. Para o diretor, o principal problema era não poder transpor para o cinema "o cheiro da terra molhada, das flores" da terra mineira, era não poder concretizar totalmente em filme as suas memórias. 
No final da década de 1980, Prates filmou o longa Minas-Texas, sob o pseudônimo de Charles Stone (alcunha dada pelos primos, porque ele "só falava em cinema"), também nome de um personagem que ele mesmo interpretou em Perdida. O enredo girava em torno da relação tumultuada entre a romântica Januária, encarnada por Andréa Beltrão, e o peão de rodeio Roy Pereira, vivido por José Dumont. 
Depois de Minas-Texas Carlos Alberto Prates Correia veio trágico periodo Collor, no anos 90 se dedicou a escrever, voltaria a apresentar uma produção própria em 2007, o semidocumentário Castelar e Nelson Dantas no País dos Generais, onde faz uma crônica-homenagem, generosa da sua geração de cinéfilos e realizadores. 
Carlos Prates, restaurou e reeditou os seus filmes com recursos próprios.
Carlos Alberto Prates Correia foi um dos mais importantes diretores do cinema praticado no Brasil e construiu uma saga cinematográfica original, informada e criativa, em um movimento transcultural que reinventou, "pratescorreiamente", uma Minas Gerais idiossincrática e fugaz.
Faleceu na noite do dia 27 de maio de 2023, aos 82 anos, vítima de uma parada cardíaca. Deixando esposa atriz companheira de 35 anos e um filho.

## Filmografia
| Ano  | Filme                                         | Prêmios do diretor |  |
| ---- | --------------------------------------------- | --- |  |
| 1965 | O Milagre de Lourdes                          | |  |
| 1968 | Os Marginais - 1.º episódio                   | |  |
| 1970 | Crioulo Doido                                 | Vencedor Festival de Inverno da Universidade Federal de Minas Gerais: Roteiro                                                                                              |  |
| 1975 | Perdida                                       | Vencedor Golfinho de Ouro 1977: Melhor Filme. Coruja de Ouro 1977: Melhor Filme e Prêmio Especial. Prêmio Governador do Estado de São Paulo 1978: Melhor Roteiro e Direção |  |
| 1978 | Bem atrás da câmera                           | |  |
| 1979 | Cabaret Mineiro                               | Vencedor Festival de Gramado 1981: Melhor Filme e Melhor Direção |  |
| 1983 | Noites do Sertão                              | Vencedor Festival de Gramado: Prêmio do Júri Especial |  |
| 1989 | Minas-Texas                                   | Vencedor Festival de Brasília: Melhor Roteiro |  |
| 2007 | Castelar e Nelson Dantas no País dos Generais | Vencedor Festival de Gramado: Melhor Filme e Melhor Montagem |  |

## Fonte
- Fórum do filme documentário e etnográfico de Belo Horizonte (FORUMDOC). Anais, 12,  2008. Belo Horizonte: Filmes de quintal, 2008

Miranda, Marcelo. O fim do silêncio. Jornal O Tempo, 05/08/2007. Disponível na Internet em http://www.otempo.com.br/otempo/noticias/?IdNoticia=53409 e continuando em http://www.otempo.com.br/otempo/noticias/?IdNoticia=53412.